# 小林昭則
小林 昭則（こばやし あきのり、1967年8月5日 - ）は、東京都江戸川区出身の元プロ野球選手（投手）。右投右打。2023年4月より藤井高等学校野球部監督を務めている。

## 来歴・人物
帝京高では2年秋の都大会決勝で4番・秋元宏作を擁する国学院久我山高と延長13回の末に惜敗、1985年の春の選抜に出場。広島商業高、東海大五高、池田高を完封するなど順調に勝ち進む。しかし、決勝で伊野商業高の渡辺智男に完封を喫し、準優勝にとどまった。春季関東大会では決勝で横浜高の相川英明に投げ勝って優勝。夏の東東京大会では、決勝まで進むが古賀道人擁する関東一高に敗れ甲子園出場を逸する。高校同期に河田雄祐、1年下に奈良原浩がいた。
高校卒業後は、筑波大学へ進学。首都大学野球リーグでは、1年上の渡辺正和投手との二本柱で、1987年秋季リーグでのチーム初優勝に貢献。直後の明治神宮大会では準決勝で渡辺が完投で東洋大を破り、決勝の法大戦に先発して渡辺へ繋ぐと延長10回の熱戦の末に降して初優勝を飾る。国公立大学野球部としても史上初の全国大会優勝であった。1988年には日米大学野球選手権大会日本代表に選出される。1989年秋季リーグでは7勝1敗の活躍で最優秀投手、ベストナインを受賞。リーグ通算56試合登板、25勝13敗、防御率1.81。
1989年のプロ野球ドラフト会議でロッテオリオンズから2位指名を受け入団。
プロ1年目の1990年からリリーフとして一軍登板を果たす。1991年10月17日の対福岡ダイエーホークス戦で、一軍では自身唯一となる先発登板をしているが、この試合は同年のシーズン最終戦で翌年から千葉マリンスタジアムへの本拠地移転に伴いチーム名が「千葉ロッテマリーンズ」に変更されたため、結果的に「ロッテオリオンズ」としては最後の先発投手となった。
その後は、一軍登板が激減し1996年に現役を引退した。持ち球のシュートは打者の胸元で浮き、あるいは沈む。カーブの落差も大きく、ストレートにもクセがあり、ベース付近でストンと落ちることもあった。
引退後は、ロッテに残り1997年から1998年までスコアラー兼打撃投手を務める。
2000年、母校の帝京高保健体育科教員となり、2002年からは同校野球部で前田三夫監督を補佐して助監督を務めた。
2016年2月26日、同年4月より愛媛県にある系列校の帝京第五高野球部監督に就任することが発表された。また、愛媛県の高校野球指導者でプロ野球OBの教員が就任するのは初めて。就任1年目の2017年3月、第89回選抜高等学校野球大会に48年ぶりに出場を果たすが、初戦で作新学院高に敗退する。2022年夏の第104回全国高等学校野球選手権大会に初出場を果たしたが初戦の九州学院高に敗退した。
およそ6年の間に、不振状態にあった同校野球部を春夏甲子園へ導くなど、その指導方法には定評があり、生徒や保護者からの人望も厚かった。しかし、そのような実績にもかかわらず、帝京科学大学理事長と一部職員の恣意的判断により、2022年度限りでの解任が決まった。
2023年3月31日に香川県の藤井高校の監督に就任することが発表された。

## 詳細情報

### 年度別投手成績
| 年 度     | 球 団     | 登 板 | 先 発 | 完 投 | 完 封 | 無 四 球 | 勝 利 | 敗 戦 | セ 丨 ブ | ホ 丨 ル ド | 勝 率 | 打 者 | 投 球 回 | 被 安 打 | 被 本 塁 打 | 与 四 球 | 敬 遠 | 与 死 球 | 奪 三 振 | 暴 投 | ボ 丨 ク | 失 点 | 自 責 点 | 防 御 率 | W H I P |
| --------- | --------- | ----- | ----- | ----- | ----- | -------- | ----- | ----- | -------- | ----------- | ----- | ----- | -------- | -------- | ----------- | -------- | ----- | -------- | -------- | ----- | -------- | ----- | -------- | -------- | ------- |
| 1990      | ロッテ    | 11    | 0     | 0     | 0     | 0        | 0     | 1     | 0        | --          | .000  | 100   | 21.0     | 24       | 1           | 13       | 0     | 0        | 9        | 0     | 0        | 15    | 13       | 5.57     | 1.76    |
| 1991      | ロッテ    | 11    | 1     | 0     | 0     | 0        | 0     | 1     | 0        | --          | .000  | 123   | 26.2     | 23       | 3           | 18       | 0     | 4        | 10       | 0     | 0        | 16    | 15       | 5.06     | 1.54    |
| 1993      | ロッテ    | 2     | 0     | 0     | 0     | 0        | 0     | 0     | 0        | --          | ----  | 17    | 3.0      | 8        | 0           | 1        | 0     | 0        | 1        | 0     | 0        | 4     | 4        | 12.00    | 3.00    |
| 1996      | ロッテ    | 3     | 0     | 0     | 0     | 0        | 0     | 0     | 0        | --          | ----  | 30    | 6.2      | 9        | 1           | 2        | 0     | 0        | 1        | 1     | 0        | 4     | 4        | 5.40     | 1.65    |
| 通算：4年 | 通算：4年 | 27    | 1     | 0     | 0     | 0        | 0     | 2     | 0        | --          | .000  | 270   | 57.1     | 64       | 5           | 34       | 0     | 4        | 21       | 1     | 0        | 39    | 36       | 5.65     | 1.71    |

### 記録
- 初登板：1990年4月10日、対日本ハムファイターズ1回戦（東京ドーム）、 2番手として6回から登板、1回1/3無失点
- 初奪三振：1990年5月5日、対福岡ダイエーホークス5回戦（平和台球場）

### 背番号
- 13 （1990年 - 1996年）
- 109 （1997年 - 1998年）

## 関連情報

### 書籍
- 『不惑 桑田・清原と戦った男たち』（矢崎良一著、ぴあ、不惑の年(40歳)を迎えたKKコンビと同学年の9人（内プロ経験者8名）にKKコンビに関する取材をしたノンフィクション、第四章が小林自身の章、小林自身の球歴が詳細に語られる、ISBN 978-4835616926）